# Sojusz polsko-francuski

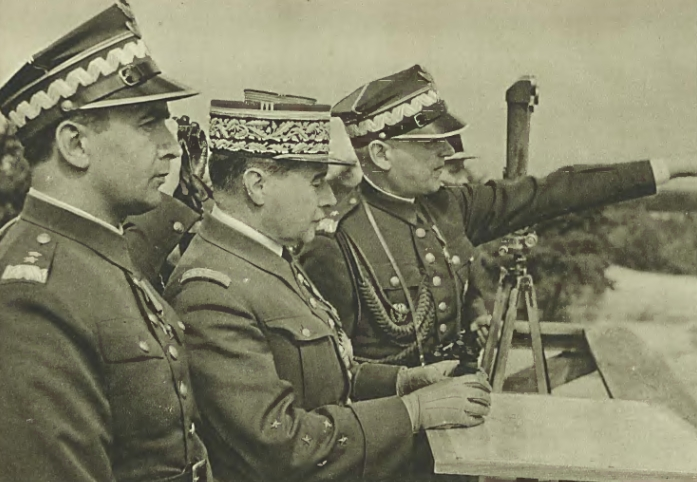
Sojusz polsko-francuski, gen. Tadeusz Kasprzycki i gen. Maurice Gamelin na manewrach, 1936

Sojusz polsko-francuski, także umowa polityczna francusko-polska, polsko-francuski sojusz wojskowy, polsko-francuskie porozumienie sojusznicze – traktat sojuszniczy zawarty w Paryżu 19 lutego 1921 r. pomiędzy Francją a Polską. Umowę w imieniu swoich krajów podpisali ministrowie spraw zagranicznych Eustachy Sapieha i Aristide Briand. W 1922 Polska i Francja podpisały też umowę ekonomiczną, od której uzależniona była współpraca polityczno-wojskowa.

W grudniu 1925 r. postanowienia umów z lat 1921–1922 zostały potwierdzone w polsko-francuskim Traktacie Gwarancyjnym. Elementy sojuszu wojskowego nowelizowano w maju 1939 r.
Sojusz polsko-francuski był jednym z powodów, dla których Francja 3 września 1939 r. wypowiedziała wojnę Niemcom.
W okresie późniejszym natomiast polsko-francuski układ sojuszniczy stał się podstawą do tworzenia oddziałów Polskich Sił Zbrojnych na terytorium Francji.
Dnia 19 maja 1939 r. podpisano protokół interpretacyjny do konwencji wojskowej, znany jako protokół Kasprzycki–Gamelin. W dokumencie tym nie określono jednak ani wielkości francuskich sił, które miałyby zostać użyte do ofensywy na froncie zachodnim (zaznaczając, że będzie to wydzielona część ich całości), ani konkretnego celu tych działań, ani charakteru działań lotniczych. Zdaniem historyka Wojciecha Mazura, członkom polskiej delegacji wprost wyjaśniono, iż w początkowej fazie wojny polsko-niemieckiej zakrojone na szeroką skalę działania na froncie zachodnim nie są przewidywane.
Ostateczny układ podpisany został w Paryżu już po wybuchu wojny, 4 września 1939, zawarty jawnie, z natychmiastową ważnością, potwierdzał umowy z 1921 i 1925, miał obowiązywać tak długo jak one, to znaczy bez ograniczeń czasowych, zobowiązywał strony do niezawierania osobnego rozejmu lub pokoju.